# Sergei Anatoljewitsch Schernow
Sergei Anatoljewitsch Schernow (russisch Сергей Анатольевич Жернов, englische Transkription: Sergei Zhernov; * 24. Juni 1985 in Koschewnikowo, Oblast Tomsk) ist ein russischer Sommerbiathlet in der Spezialisierung auf die Disziplin Crosslauf.
Sergei Schernow nahm erstmals in Ufa im Rahmen der Junioren-Wettbewerbe der Sommerbiathlon-Weltmeisterschaften 2006 an einem Großereignis im Biathlonsport teil. Im Sprint wurde er Neunter, in der Verfolgung konnte er sich bis auf Rang fünf Verbessern. Bei seiner nächsten Teilnahme an einer WM, der Sommerbiathlon-Weltmeisterschaften 2009 in Oberhof, trat der Russe mittlerweile bei den Männern im Leistungsbereich an. Im Sprint belegte Schernow Platz 16, in der Verfolgung wurde er Neunter. Sehr erfolgreich verliefen die Sommerbiathlon-Europameisterschaften 2009 in Nové Město na Moravě, bei denen der Russe im Sprint als Viertplatzierter knapp eine Medaille verpasste und im Massenstartrennen Siebter wurde. Bei den Sommerbiathlon-Europameisterschaften 2010 in Osrblie kam er auf die Plätze zehn im Sprint und neun im Verfolgungsrennen. Seinen bisher größten Erfolg erreichte Schernow bei den Sommerbiathlon-Europameisterschaften 2011 in Martell. Hinter Sergei Balandin und Alexander Katschanowski gewann er bei einem russischen Vierfacherfolg im Sprint die Bronzemedaille. Diese Platzierung konnte er im Verfolgungsrennen nicht ganz halten und fiel auf den fünften Rang zurück.